# Calmucchi

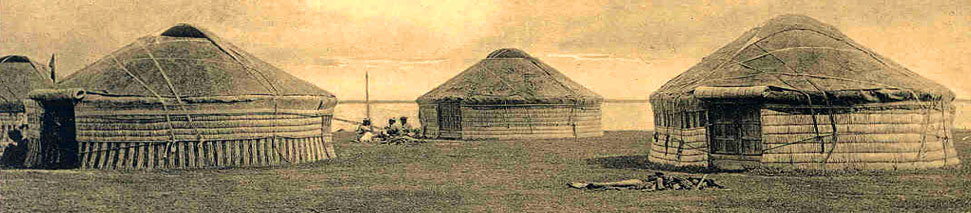
Accampamento Calmucco

I calmucchi (o anche calmicchi, kalmyki) sono una popolazione mongolica, il principale gruppo etnico della Calmucchia, regione della Federazione Russa, strettamente imparentata con quella degli oirati (di cui, in pratica, sarebbero nient'altro che il ramo occidentale). I calmucchi hanno vissuto nella Russia europea per circa 400 anni. Nel mondo sono presenti numerose comunità calmucche, come quelle negli Stati Uniti, Francia, Germania, Lituania, Repubblica Ceca e Italia.

## Origini

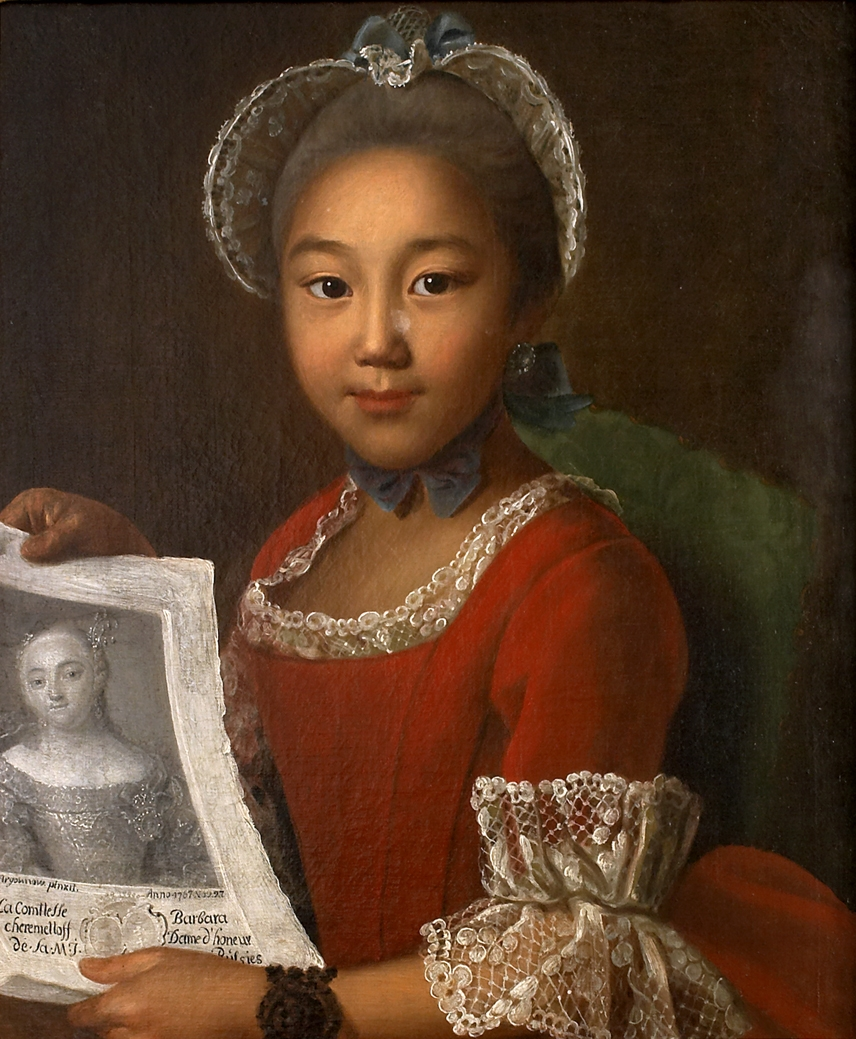
"Αnnuška", ragazza calmucca che mostra il ritratto della sua benefattrice; opera di Ivan Argunov

I calmucchi sono il ramo occidentale degli oirati, le cui antiche terre di insediamento si trovano negli odierni Kazakistan, Russia (Siberia meridionale), Mongolia e Cina. Dopo la caduta della dinastia Yuan nel 1368, gli oirati emersero come formidabile nemico dei mongoli orientali , della dinastia Ming e della successiva dinastia Qing, in una lotta armata durata quasi 400 anni, per il dominio e il controllo sulla Mongolia Interna e la Mongolia Esterna. La lotta finì nel 1757, con lo sterminio degli oirati in Zungaria, l'ultimo dei gruppi mongoli a resistere al vassallaggio alla Cina.
Il massacro venne ordinato dall'imperatore Qianlong, che si sentiva tradito dal principe Amursana dei khoit, un nobile oirato che si sottomise all'autorità Manciù a condizione di essere nominato Khan . Solo dopo la morte di Dawaci, nel 1759, l'ultimo Khan oirato, l'imperatore Qianlong dichiarò la fine delle campagne zungare.
All'inizio di quest'era di 400 anni, il popolo mongolo occidentale si designò come oirati dôrvôd ("Alleanza dei Quattro"). L'alleanza era composta essenzialmente dalle quattro principali tribù mongole: hošuud, čoros), torgud e dôrvôd. Collettivamente, gli oirati dôrvôd cercarono di porsi come alternativa ai mongoli che erano discendenti patrilineari dell'eredità di Gengis Khan.
Nel perseguire i loro obiettivi militari, gli oirati dôrvôd incorporarono spesso delle tribù vicine (o frazioni di queste), così che si aveva una notevole fluttuazione nella composizione dell'alleanza, con le tribù più numerose che dominavano o assorbivano quelle più piccole. Tra le tribù più piccole appartenenti alla confederazione troviamo hoit, bajad e mangit. Anche alcune tribù turciche della regione, come telenguet e šori, si allearono con gli oirati dôrvôd.
Assieme, queste tribù vagarono per le piane erbose dell'Asia interna occidentale, tra il lago Balqaš, nell'odierno Kazakistan orientale, e il lago Baikal, nell'odierna Russia, a nord della Mongolia centrale, dove piantavano liberamente le loro iurte e badavano alle loro mandrie, greggi, cavalli, asini e cammelli.
Gli antichi antenati degli oirati comprendevano keraiti, najman, merkit e gli oirati originali, tutte tribù turco-mongole che vagavano per l'Asia interna occidentale prima della conquista di Genghis Khan. Paul Pelliot tradusse il nome "torgud" come garde de jour. Egli scrisse che i torgud dovevano il loro nome o al ricordo della guardia di Genghis Khan o, in quanto discendenti dei keraiti, alla vecchia garde de jour che esisteva tra essi, come sappiamo dalla Storia segreta dei mongoli, prima che venisse acquisita da Genghis Khan.

### Origine del nome "calmucchi"
Il nome "calmucchi" è una parola di origine turca che significa "resti" o "restare". Le tribù turche potrebbero aver usato questo nome già dal XIII secolo. Il geografo arabo Ibn al-Wardi è accreditato come la prima persona ad aver usato il termine in riferimento agli oirati, durante il XIV secolo (Khodarkovsky, 1992:5 citando Bretschneider, 1910:2:167). I khoja di Khasgaria applicarono il nome agli oirati nei XV secolo (Grousset, 1970:506). Fonti scritte russe menzionano il nome "tatari colmacchi" già nel 1530, e il cartografo Sebastian Muenster (1488-1552) circoscrisse il territorio dei "kalmuchi" in una mappa della sua Cosmographia, che venne pubblicata nel 1544. Gli stessi oirati, comunque, non accettarono il nome come proprio.
Molti tentativi sono stati fatti per tracciare l'etimologia del nome, dal noto orientalista Peter Simon Pallas agli studiosi odierni. Alcuni hanno ipotizzato che il nome venne dato agli oirati in un periodo precedente, quando decisero di restare nella regione dell'Altaj, mentre i loro vicini turcichi migrarono verso ovest. Altri credono che il nome possa riflettere il fatto che i calmucchi erano gli unici buddisti a vivere in una regione prevalentemente musulmana. Altri ancora sostengono che il nome venne dato a quei gruppi che non fecero ritorno alle loro antiche terre nel 1771.

## Non considerati come mongoli
Storicamente, i mongoli orientali hanno considerato gli oirati come non-mongoli. Il nome "mongoli", il titolo di "Khan", e l'eredità storica connessa a tali nomi e titoli erano rivendicate esclusivamente dai mongoli orientali, le tribù khalkha, chahar e tümed. Essi consideravano questa pretesa come un diritto di nascita, poiché la loro discendenza può essere fatta risalire direttamente alla Dinastia Yuan mongola e al suo progenitore, Gengis Khan.
Fino alla metà del XVII secolo, tutte le tribù mongole riconobbero questa rivendicazione e il prestigio politico ad essa collegato. Anche se gli oirati non poterono asserire questa pretesa prima della metà del XVII secolo, essi avevano in realtà un forte legame con Genghis Khan in virtù del fatto che suo fratello, Khasar, era al comando della tribù hošuud.
In risposta all'auto designazione dei mongoli occidentali come "oirati dôrvôd", i mongoli orientali iniziarono a riferirsi a se stessi come "mongoli döchin" (Quaranta Mongoli), espresso anche come "dôčin dôrvôd hoër" (quaranta quattro due). Ciò significa che i mongoli orientali sostenevano di avere quaranta tumen (un'unità di cavalleria composta da 10.000 cavalieri) contro i quattro tümen mantenuti dagli oirati dôrvôd. Si tratta semplicemente di un altro modo per distinguersi chiaramente dagli oirati (Khodarkovsky, 1992:7). Ironicamente, nei primi anni 1690, gli attacchi degli zungari (stato successore degli oirati dôrvôd) contro i mongoli orientali erano così insistenti e feroci, che i loro principi portarono volontariamente il proprio popolo e la Mongolia esterna alla sottomissione allo stato Manciù.
Fino a poco tempo fa, gli oirati (compresi i calmucchi) non si riconoscevano come mongoli occidentali. Cionondimeno, la stretta relazione tra tutte le popolazioni di lingua mongola, principalmente calmucchi, oirati, khalkha e buriati, risulta evidente da fatti ben consolidati, secondo cui tutti:
1. condividono caratteristiche fisiche simili, mongoloidi;
2. parlano lingue note per la loro stretta affinità linguistica;
3. aderiscono al Buddhismo tibetano;
4. mantengono usanze e tradizioni simili, nonostante secoli di guerre fratricide e migrazioni lunghe e massicce (Bormanshinov, 1990:3).

Una recente pubblicazione di studi genetici sui calmucchi sembra anch'essa sostenere la loro origine mongola. I calmucchi, contrariamente ad altre popolazioni euroasiatiche provenienti dalle steppe della Siberia, non si sono mischiati sostanzialmente con i russi e altre popolazioni est-europee:
Il risultato genetico sostiene la registrazione storica in quanto entrambe indicano una stretta relazione tra calmucchi e mongoli. Inoltre, il risultato genetico indica che la migrazione dei calmucchi coinvolse un numero consistente di individui, e che i calmucchi non hanno sperimentato un mescolamento individuabile con i russi.

## Religione

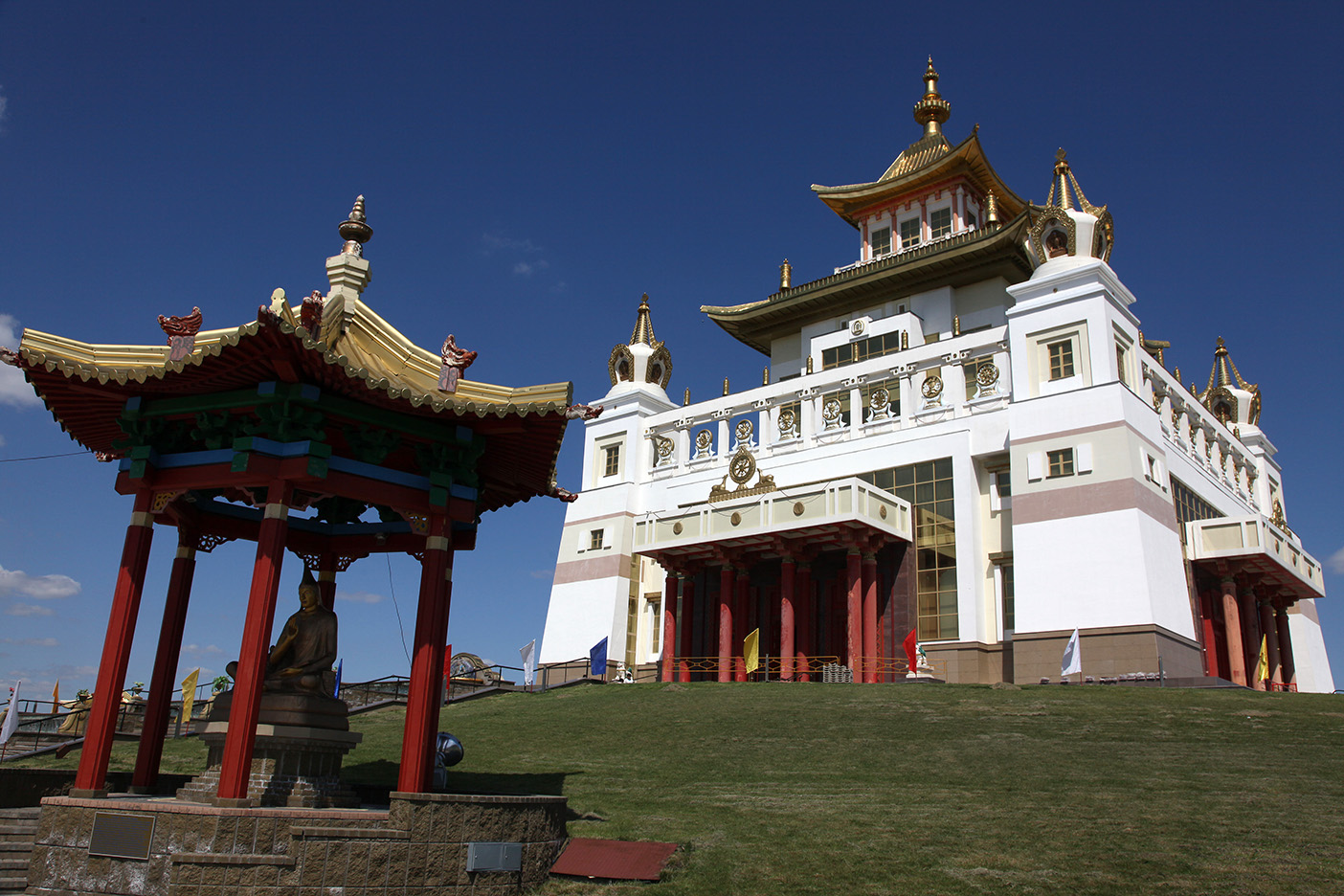
Il Tempio d'Oro di Elista, Repubblica di Calmucchia.

I calmucchi sono gli unici abitanti dell'Europa la cui religione nazionale è il buddhismo. Essi abbracciarono il buddhismo Vajrayana nella prima parte del XVII secolo, e seguono tuttora gli insegnamenti del lignaggio Gelugpa (Via Virtuosa). I Gelugpa vengono popolarmente indicati in Occidente, ma non tra i tibetanologi o tra i fedeli, come la setta del Cappello Giallo. Il buddhismo Vajrayana divenne noto in ambienti anglosassoni nel XIX secolo con il termine dispregiativo di lamaismo, dal termine tibetano lama, traduzione del sanscrito guru. Prima della loro conversione, i calmucchi praticavano lo sciamanesimo. Tra di loro sono presenti, però, minoranze professanti l'Islam o il giudaismo, in particolare (ma non solo) del tipo caraita.

## Lingua
Per popolazione, i maggiori dialetti dei calmucchi sono il torgud, dôrvôd e buzava (Bormanshinov 1990). Dialetti minori includono il hošuud e l'olot. I dialetti calmucchi variano alquanto, ma le differenze sono irrilevanti. In generale, la lingua russa ha influenzato di meno i dialetti delle tribù nomadi e pastorali calmucche della regione del Volga.
Invece, i hošuud (e, più tardi, i torgud) che migrarono dalla regione del Volga verso il distretto di Sal'sk nella regione del Don presero il nome di buzava (o calmucchi del Don). Il dialetto buzava si è sviluppato dalla loro stretta interazione con i russi. Nel 1798 il governo zarista riconobbe i calmucchi come cosacchi del Don, sia a livello militare che amministrativo. Come risultato della loro integrazione nella schiera del Don, il dialetto buzava incorporò molte parole di derivazione russa. (Anon. 1914: 653-660).
Durante la seconda guerra mondiale, tutti i calmucchi e anche coloro che combattevano nell'esercito sovietico furono confinati in Siberia, dove si sparpagliarono e non gli fu permesso di parlare la lingua calmucca nei luoghi pubblici. Come risultato, la lingua calmucca non venne ufficialmente insegnata alle più giovani generazioni di calmucchi.
Al ritorno dall'esilio nel 1957, i calmucchi parlavano e pubblicavano essenzialmente in russo. Di conseguenza, le generazioni più giovani di calmucchi parlavano primariamente il russo e non la loro lingua nativa. Questo è materia di preoccupazione popolare. Negli ultimi anni, sono stati fatti dei tentativi dal governo calmucco per ridare vita alla lingua calmucca. In questo senso alcune leggi sono state approvate e riguardano l'uso del calmucco sulle insegne dei negozi; per esempio, sulle porte d'entrata, le parole "entrata" e "spingere-tirare" sono scritte in calmucco.
Il tentativo di ristabilire la lingua calmucca ha subìto dei contrattempi. Di recente, la Compagnia di Radiodiffusione televisiva russa ha tagliato il tempo di messa in onda dedicato ai programmi in lingua calmucca in radio e in televisione, scegliendo invece di acquistare dei programmi pre-prodotti, come le produzioni in lingua inglese. La misura è stata intrapresa per ridurre i costi di produzione.

## Sistema di scrittura
Nel XVII secolo, Zaya Pandita, un monaco lamaista che apparteneva alla tribù hošuud, inventò un alfabeto chiamato Todo Bichig (alfabeto chiaro). L'alfabeto, che si basava sull'alfabeto classico mongolo, foneticamente catturava la lingua oirat. Nel tardo XIX secolo e nei primi anni del XX, il Todo Bichig cadde in disuso finché i calmucchi lo abbandonarono nel 1923 e introdussero l'alfabeto cirillico russo. Ma molto presto, intorno agli anni trenta, gli studiosi della lingua calmucca introdussero un alfabeto latino modificato, che non è durato a lungo.